# جان کیرین
جان کیرین (انگلیسی: Jack Kirrane; ۲۰ اوت ۱۹۲۸ – ۲۶ سپتامبر ۲۰۱۶ (۸۸ سال)) بازیکن هاکی روی یخ اهل ایالات متحده آمریکا بود.